# Bradley Vliet
Bradley Miguel Dirk Vliet (Rotterdam, 24 maart 1998) is een Nederlands voetballer die doorgaans als verdediger voor speelt.

## Carrière
Bradley Vliet speelde in de jeugd van Feyenoord, Sparta Rotterdam en NAC Breda. In het seizoen 2017/18 zat hij enkele wedstrijden namens NAC Breda in de Eredivisie op de bank, maar debuteerde nooit. In 2018 was hij op proef bij RKC Waalwijk, maar dit leverde geen contract op. Begin 2019 sloot hij aan bij de beloften van SC Cambuur, maar ook hier speelde hij niet in het eerste elftal. In 2019 vertrok hij na een proefperiode bij Telstar naar het Kroatische NK Lokomotiva Zagreb. Hier kwam hij ook niet in actie, en gedurende het seizoen 2019/20 liep hij nog stage bij ADO Den Haag. In de zomer van 2020 sloot hij transfervrij aan bij FC Dordrecht. Op 30 augustus 2020 debuteerde hij in het betaald voetbal, in de met 0-0 gelijkgespeelde thuiswedstrijd tegen Go Ahead Eagles. Hij kwam in de 79e minuut in het veld voor Nikolas Agrafiotis. Op 30 april 2022 ging hij naar het Canadese Cavalry FC. In 2023 speelde Vliet voor Pacific FC. In 2024 ging hij op het derde niveau in de VAE spelen.

### Statistieken
| Seizoen                        | Club                 | Land           | Competitie     | Competitie | Competitie | Beker | Beker | Totaal | Totaal |
| Seizoen                        | Club                 | Land           | Competitie     | Wed.       | Dlp.       | Wed.  | Dlp.  | Wed.   | Dlp.   |
| ------------------------------ | -------------------- | -------------- | -------------- | ---------- | ---------- | ----- | ----- | ------ | ------ |
| 2017/18                        | NAC Breda            | Nederland      | Eredivisie     | 0          | 0          | 0     | 0     | 0      | 0      |
| 2018/19                        | SC Cambuur           | Nederland      | Eerste divisie | 0          | 0          | 0     | 0     | 0      | 0      |
| 2019/20                        | NK Lokomotiva Zagreb | Kroatië        | 1. HNL         | 0          | 0          | 0     | 0     | 0      | 0      |
| 2020/21                        | FC Dordrecht         | Nederland      | Eerste divisie | 1          | 0          | 0     | 0     | 1      | 0      |
| Carrièretotaal                 | Carrièretotaal       | Carrièretotaal | Carrièretotaal | 1          | 0          | 0     | 0     | 1      | 0      |
| Bijgewerkt op 22 augustus 2017 |                      |                |                |            |            |       |       |        |        |